# Dorfkirche Schlemmin

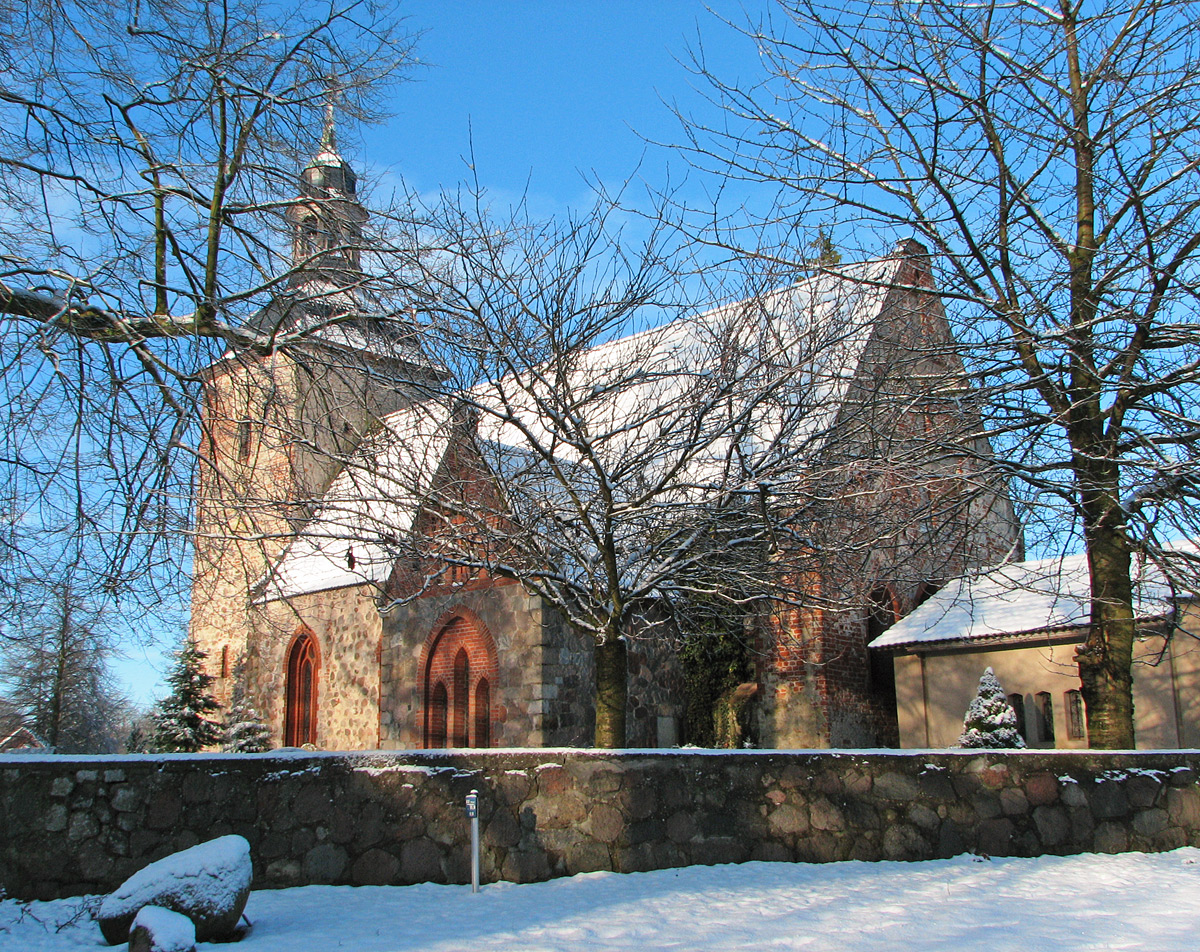
Die Dorfkirche in Schlemmin

Die Dorfkirche Schlemmin ist eine aus dem 13. Jahrhundert stammende Dorfkirche in der vorpommerschen Gemeinde Schlemmin.

## Geschichte und Gestaltung
Der Bau der Kirche begann um 1280 mit dem regional typischen Backstein. Weitergebaut wurde am westlichen Teil des Kirchenschiffes erst im 15. Jahrhundert mit Feldsteinen weitergebaut und ein Kirchturm errichtet. Das Kirchenschiff wurde in seiner Länge verdoppelt.
Der Giebel der Ostwand weist ein Lothringer Kreuz auf. Wann und warum es hier angebracht wurde, ist unklar.
Die heutige Turmhaube stammt aus dem 18. Jahrhundert.
In der heutigen Form wurde die Kirche 1878 nach einer Grundinstandsetzung neu geweiht. Bei dieser gotischen Überformung wurden auch die Fenster umgestaltet. Die an der Nordseite angebaute Sakristei stammt wie der südliche Anbau ebenfalls wahrscheinlich aus dem Jahr 1878.
Der Zugang zur Aussichtsplattform des Turmes ist nach der letzten Reparatur im Jahre 1998 nicht mehr möglich.

## Ausstattung
Die komplette Ausstattung stammt von 1878: Altar, Gestühl, Kanzel und Holzkastendecke. Altar und Kanzel sind mit Schnitzereien reich geschmückt. Im Halbrelief sind vier männliche Figuren dargestellt, welche vermutlich vier Apostel darstellen (Johannes, Paulus, Thomas (oder Petrus) und Jakobus der Ältere). Die ehemalige barocke Ausstattung kam nach 1878 nach Dönhoffstädt in Ostpreußen, wo sie wohl 1945 oder später verlorenging. Sowohl dort als auch in Schlemmin saß in jener Zeit die Familie von Stolberg-Wernigerode. In der Schlemminer Kirche befindet sich weiterhin ein Epitaph, ein großer Grabstein sowie die Gedenktafel der Familie von Thun in der Sakristei. Ältestes Stück aber ist der Taufstein aus dem Mittelalter mit einem hölzernen Deckel von 1595.

## Orgel
Die Orgel wurde 1841 von Carl August Buchholz gebaut. Gestiftet wurde sie von Wilhelm Ulrich von Thun. Umbauten und Reparaturen haben wahrscheinlich 1878, 1917 und 1945 (Holzwurmbehandlung) stattgefunden. Über 50 Jahre lang war die Orgel nicht mehr spielbar. Ihr fehlten ca. 50 Pfeifen. Die Reparatur begann 2002 und wurde 2003 abgeschlossen; am 16. Februar 2003 wurde sie mit einem Konzert wieder in Betrieb genommen.
Disposition:
| Manual C–f3  |       |
| Principal    | 8′    |
| Rohrflöte    | 8′    |
| Octave       | 4′    |
| Flauto dolce | 4′    |
| Nasard       | 2 ⁄3′ |
| Octave       | 2′    |

| Pedal C–d1 |     |
| Subbaß     | 16′ |
| Violon     | 8′  |

## Geläut
Die einzige Glocke ist aus Bronze, trägt den Weihespruch Soli Deo Gloria („Allein Gott zur Ehre“) und wurde 1855 gegossen. Patron war Wilhelm Ulrich von Thun.

## Gemeinde
Die Kirchgemeinde Ahrenshagen/Pantlitz gehört seit 2012 zur Propstei Stralsund im Pommerschen Evangelischen Kirchenkreis der Evangelisch-Lutherischen Kirche in Norddeutschland. Vorher gehörte sie zum Kirchenkreis Stralsund der Pommerschen Evangelischen Kirche.